# CD-RW

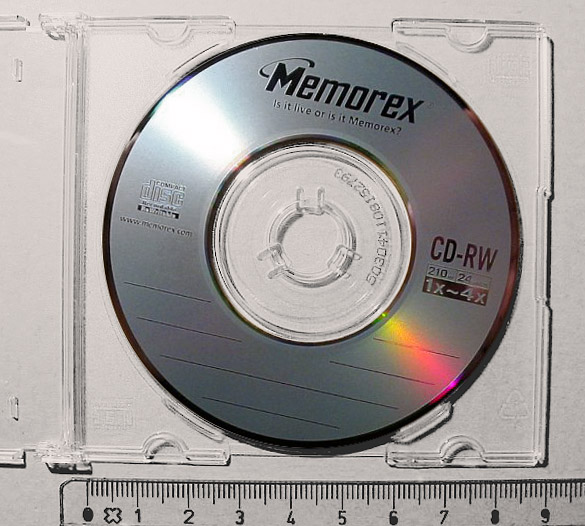
Płyta mini CD-RW

CD-RW (ang. Compact Disc – ReWritable) – płyta kompaktowa z możliwością wielokrotnego nagrywania (ok. 1000 razy) za pomocą odpowiedniej nagrywarki komputerowej.
Nośniki CD-RW diametralnie różnią się budową i zasadą działania od płyt CD-R. Płyta między dyskiem z tworzywa sztucznego a odbijającą światło warstwą aluminium ma warstwę będącą stopem czterech metali (srebro, ind, antymon, tellur). Warstwa ta dysponuje specjalnymi własnościami fizycznymi. Promień lasera może czynić ją przezroczystą lub pochłaniającą światło. Dzięki temu, że warstwa ta może przechodzić dowolnie z jednego stanu w drugi, zapis na CD-RW nazywany jest zapisem zmiennofazowym (jest on w pełni odwracalny – płytę można „wyczyścić”).
Pierwotnie nośniki CD-RW mogły być nagrywane z prędkością 1× – 4×. Aktualnie nośniki CD-RW High Speed mogą być zapisywane z prędkościami od 4× do 12×, natomiast najnowsze Ultra Speed nawet 32×. Dla porównania nośniki CD-R mogą być nagrywane z maksymalną prędkością 56×.
W zwyczajowo używanym trybie Track At Once nie można na niej modyfikować danych, jedynie dodawać lub skasować całą zawartość i nagrać od nowa.

## Zapis pakietowy
Używanie płyt CD-RW jako nośników swobodnego dostępu (z pojemnością mniejszą o ok. 5%) jest możliwe dzięki formatowi Mount Rainier, jednak niektóre z systemów operacyjnych nie obsługują standardu Mount Rainier bez instalowania dodatkowego oprogramowania.
Inną opcją jest sformatowanie płyty w systemie UDF z wykorzystaniem takich programów jak DirectCD, InCD (wchodzi w skład pakietu Nero Burning ROM) czy Write UDF. Nie jest to jednak już tak wygodne i jest bardziej zawodne jak użycie formatu Mount Rainier, dodatkowo formatowanie dysku trwa dość długo (od 10 min. dla szybkich nośników do nawet 40 min. dla wolnych). Zaletą tego typu formatowania jest to, że można do tego celu użyć praktycznie każdej nagrywarki. Natomiast format Mount Rainier musi być zaimplementowany bezpośrednio w napędzie i obsługują go tylko nowsze napędy CD-RW, Combo i nieliczne DVD+RW. Inną zaletą UDF jest to, że sformatowany dysk ma większą pojemność (o ok. 30 MB).
Do odczytu dysku zapisanego w formacie Mount Rainier przez czytnik komputerowy CD lub DVD na komputerze, na którym nie zainstalowano ww. oprogramowania niezbędny jest program remapujący dysk (oferowany zwykle bezpłatnie i możliwy do ściągnięcia ze strony producenta danego programu).